# Elecciones parlamentarias de Filipinas de 1978
Las elecciones parlamentarias de Filipinas de 1978 fueron el primer proceso electoral celebrado durante la dictadura de Ferdinand Marcos. Es decir, las primeras celebradas bajo la Ley marcial. Con la promulgación de la Constitución de 1973, el Congreso de Filipinas, bicameral, había sido reemplazado por el unicameral Batasang Pambansa Provisional, que serviría hasta la elección de uno permanente. El resultado fue una victoria considerada ampliamente como fraudulenta para el Kilusang Bagong Lipunan (KBL), partido de oficialista de Marcos, que obtuvo 155.866.553 votos (más de 120 millones de votos más de la cantidad del electorado), quedando en evidencia el grado de fraude de la elección.
Ninoy Aquino, líder de la oposición, obtuvo la segunda fuerza en voto popular, pero su partido, LABAN, y su coalición, la Organización Democrática Nacionalista Unida (UNIDO), no obtuvo ningún escaños.

## Resultados
| Partido              | Partido                                     | Votos       | Votos  | Votos      | Escaños | Escaños | Escaños     |
| Partido              | Partido                                     | Total       | %      | Diferencia | Total   | %       | +/-         |
| -------------------- | ------------------------------------------- | ----------- | ------ | ---------- | ------- | ------- | ----------- |
|                      | Kilusang Bagong Lipunan                     | 155.866.553 | 74.97% | 74.97%     | 150     | 90.90%  | 150         |
|                      | Organización Democrática Nacionalista Unida | 21.541.600  | 10.36% | 10.36%     | 0       | 0.00%   | Sin cambios |
|                      | Pusyon Bisaya                               | 9.495.416   | 4.57%  | 4.57%      | 13      | 7.88%   | 13          |
|                      | Alianza Mindanao                            | 6,685,224   | 3.22%  | 3.22%      | 1       | 0.61%   | 1           |
|                      | Bicol Saro                                  | 2,105,599   | 1.01%  | 1.01%      | 0       | 0.00%   | Sin cambios |
|                      | Joven Filipinas                             | 1,471,381   | 0.71%  | 0.66%      | 0       | 0.00%   | Sin cambios |
|                      | Agrupación de Ciudadanos Preocupados        | 1,374,549   | 0.66%  | 0.66%      | 0       | 0.00%   | Sin cambios |
|                      | Partido Nacionalista                        | 688,130     | 0.33%  | 58.60%     | 0       | 0.00%   | 88          |
|                      | Partido de los Científicos Emancipados      | 392,819     | 0.19%  | 0.19%      | 0       | 0.00%   | Sin cambios |
|                      | Partido ng Bagong Pilipino                  | 140,365     | 0.07%  | 0.07%      | 0       | 0.00%   | Sin cambios |
|                      | Partido Demócrata                           | 112,140     | 0.05%  | 0.05%      | 0       | 0.00%   | Sin cambios |
|                      | Laboristas Filipinos                        | 94,287      | 0.05%  | 0.05%      | 0       | 0.00%   | Sin cambios |
|                      | Confederación de Asociaciones de Ilocano    | 81,594      | 0.04%  | 0.04%      | 0       | 0.00%   | Sin cambios |
|                      | Consumers                                   | 69,216      | 0.03%  | 0.03%      | 0       | 0.00%   | Sin cambios |
|                      | Citizens Union Progress                     | 44,893      | 0.02%  | 0.02%      | 0       | 0.00%   | Sin cambios |
|                      | Youth Democratic Movement                   | 40,571      | 0.02%  | 0.02%      | 0       | 0.00%   | Sin cambios |
|                      | Sovereign Citizens                          | 18,814      | 0.01%  | 0.01%      | 0       | 0.00%   | Sin cambios |
|                      | Partido Sambayanang Pilipino                | 15,050      | 0.01%  | 0.01%      | 0       | 0.00%   | Sin cambios |
|                      | Lapiang Bagong Silang                       | 11,457      | 0.01%  | 0.01%      | 0       | 0.00%   | Sin cambios |
|                      | Bagong Anyo ng Buhay                        | 11,190      | 0.01%  | 0.01%      | 0       | 0.00%   | Sin cambios |
|                      | Independientes                              | 7.633.851   | 3.67%  | 1.40%      | 1       | 0.61%   | 1           |
|                      |                                             |             |        |            |         |         |             |
| Total                | Total                                       | 207.894.699 | 100%   |            | 165     | 100%    | 55          |
|                      |                                             |             |        |            |         |         |             |
| Votos válidos        | Votos válidos                               | 207.894.699 |        |            |         |         |             |
| Participación        | Participación                               | 18,356,849  | 85.52% |            |         |         |             |
| Votantes registrados | Votantes registrados                        | 21,464,213  | 100%   |            |         |         |             |
| [ 1 ] [ 2 ]          |                                             |             |        |            |         |         |             |
| Fuentes:             |                                             |             |        |            |         |         |             |